# AVP Tour 2009
Die AVP Tour 2009 ist die nationale Turnierserie der Vereinigten Staaten im Beachvolleyball. Sie wurde in sechzehn Städten ausgetragen.

## Übersicht der Turniere
| Datum             | Stadt            | Sieger Männer                 | Sieger Frauen                                |
| ----------------- | ---------------- | ----------------------------- | -------------------------------------------- |
| 27.–29. März      | Panama City      | Phil Dalhausser / Todd Rogers | Nicole Branagh / Elaine Youngs               |
| 16. - 19. April   | Riverside        | Phil Dalhausser / Todd Rogers | Nicole Branagh / Elaine Youngs               |
| 1.-3. Mai         | San Diego        | John Mayer / Jeff Nygaard     | Nicole Branagh / Elaine Youngs               |
| 15.-17. Mai       | Houston          | Phil Dalhausser / Todd Rogers | Jennifer Kessy / April Ross                  |
| 21.–24. Mai       | Huntington Beach | Phil Dalhausser / Todd Rogers | Nicole Branagh / Elaine Youngs               |
| 29.-31. Mai       | Atlanta          | John Hyden / Sean Scott       | Nicole Branagh / Elaine Youngs               |
| 18.-21. Juni      | Ocean City       | John Hyden / Sean Scott       | Jennifer Kessy / April Ross                  |
| 2.-5. Juli        | Brooklyn         | Ty Loomis / Casey Patterson   | Dianne DeNecochea / Carrie Dodd              |
| 16.-19. Juli      | Manhattan Beach  | Jacob Gibb / Sean Rosenthal   | Nicole Branagh / Elaine Youngs               |
| 6.-9. August      | Hermosa Beach    | Phil Dalhausser / Todd Rogers | Nicole Branagh / Elaine Youngs               |
| 14.-16. August    | San Francisco    | Phil Dalhausser / Todd Rogers | Jennifer Kessy / April Ross                  |
| 20.-23. August    | Muskegon         | Phil Dalhausser / Todd Rogers | Nicole Branagh / Elaine Youngs               |
| 27.-29. August    | Chicago          | John Hyden / Sean Scott       | Nicole Branagh / Elaine Youngs               |
| 4.-6. September   | Mason            | John Hyden / Sean Scott       | Jennifer Kessy / April Ross                  |
| 17.-19. September | Las Vegas        | Phil Dalhausser               | Jennifer Kessy                               |
| 25.-27. September | Glendale         | Phil Dalhausser / Todd Rogers | Juliana Felisberta da Silva / Larissa França |

## Turniere
Nachfolgend werden jeweils die Top 8 der einzelnen Turniere aufgeführt. Die kompletten Ergebnisse gibt es in der Beach Volleyball Database (siehe Weblinks).

### Panama City
| Platz | Männer                              | Frauen                              |
| ----- | ----------------------------------- | ----------------------------------- |
| 1     | Phil Dalhausser / Todd Rogers       | Nicole Branagh / Elaine Youngs      |
| 2     | Jacob Gibb / Sean Rosenthal         | Jennifer Kessy / April Ross         |
| 3     | Bradley Keenan / Nicholas Lucena    | Annett Davis / Jenny Johnson Jordan |
| 3     | Matt Olson / Kevin Wong             | Angela Akers / Tyra Turner          |
| 5     | John Hyden / Sean Scott             | Dianne DeNecochea / Carrie Dodd     |
| 5     | Matthew Fuerbringer / Stein Metzger | Katie Jameson / Tracy Jones         |
| 5     | Ryan Mariano / Ed Ratledge          | Nancy Reynolds / Michelle Williams  |
| 5     | John Mayer / Jeff Nygaard           | Lauren Fendrick / Ashley Ivy Swift  |

### Riverside
| Platz | Männer                           | Frauen                              |
| ----- | -------------------------------- | ----------------------------------- |
| 1     | Phil Dalhausser / Todd Rogers    | Nicole Branagh / Elaine Youngs      |
| 2     | Jacob Gibb / Sean Rosenthal      | Jennifer Kessy / April Ross         |
| 3     | John Hyden / Sean Scott          | Angela Akers / Tyra Turner          |
| 3     | John Mayer / Jeff Nygaard        | Dianne DeNecochea / Carrie Dodd     |
| 5     | Matt Olson / Kevin Wong          | Annett Davis / Jenny Johnson Jordan |
| 5     | Anthony Medel / Hans Stolfus     | Lisa Fitzgerald / Brooke Niles      |
| 7     | Bradley Keenan / Nicholas Lucena | Nancy Reynolds / Michelle Williams  |
| 7     | Ty Loomis / Casey Patterson      | Jennifer Fopma / Brittany Hochevar  |

### San Diego
| Platz | Männer                                | Frauen                                      |
| ----- | ------------------------------------- | ------------------------------------------- |
| 1     | John Mayer / Jeff Nygaard             | Nicole Branagh / Elaine Youngs              |
| 2     | Jacob Gibb / Sean Rosenthal           | Lisa Fitzgerald / Brooke Niles              |
| 3     | John Hyden / Sean Scott               | Jennifer Kessy / April Ross                 |
| 3     | Matt Olson / Kevin Wong               | Annett Davis / Jenny Johnson Jordan         |
| 5     | Phil Dalhausser / Todd Rogers         | Dianne DeNecochea / Carrie Dodd             |
| 5     | Bradley Keenan / Nicholas Lucena      | Katie Jameson / Tracy Jones                 |
| 7     | Matthew Fuerbringer / Casey Patterson | Angela Akers / Tyra Turner                  |
| 7     | Pedro Brazao / Matt Prosser           | Tatiana Minello / Priscilla Piantadosi-Lima |

### Houston
| Platz | Männer                               | Frauen                                      |
| ----- | ------------------------------------ | ------------------------------------------- |
| 1     | Phil Dalhausser / Todd Rogers        | Jennifer Kessy / April Ross                 |
| 2     | John Hyden / Sean Scott              | Nicole Branagh / Elaine Youngs              |
| 3     | Jacob Gibb / Sean Rosenthal          | Dianne DeNecochea / Carrie Dodd             |
| 3     | Anthony Medel / Hans Stolfus         | Lisa Fitzgerald / Brooke Niles              |
| 5     | John Mayer / Jeff Nygaard            | Annett Davis / Jenny Johnson Jordan         |
| 5     | Matthew Fuerbringer / Casey Jennings | Barbra Fontana / Jenny Kropp                |
| 7     | Matt Olson / Kevin Wong              | Angela Akers / Tyra Turner                  |
| 7     | Ryan Mariano / Ed Ratledge           | Tatiana Minello / Priscilla Piantadosi-Lima |

### Huntington Beach
| Platz | Männer                               | Frauen                                      |
| ----- | ------------------------------------ | ------------------------------------------- |
| 1     | Phil Dalhausser / Todd Rogers        | Nicole Branagh / Elaine Youngs              |
| 2     | Jacob Gibb / Sean Rosenthal          | Jennifer Kessy / April Ross                 |
| 3     | John Hyden / Sean Scott              | Annett Davis / Jenny Johnson Jordan         |
| 3     | Matt Olson / Kevin Wong              | Lisa Fitzgerald / Brooke Niles              |
| 5     | John Mayer / Jeff Nygaard            | Dianne DeNecochea / Carrie Dodd             |
| 5     | Ty Loomis / Casey Patterson          | Tatiana Minello / Priscilla Piantadosi-Lima |
| 7     | Matthew Fuerbringer / Casey Jennings | Barbra Fontana / Jenny Kropp                |
| 7     | Billy Allen / Braidy Halverson       | Nancy Reynolds / Michelle Williams          |

### Atlanta
| Platz | Männer                           | Frauen                                      |
| ----- | -------------------------------- | ------------------------------------------- |
| 1     | John Hyden / Sean Scott          | Nicole Branagh / Elaine Youngs              |
| 2     | Phil Dalhausser / Todd Rogers    | Dianne DeNecochea / Carrie Dodd             |
| 3     | Matt Olson / Kevin Wong          | Lisa Fitzgerald / Brooke Niles              |
| 3     | Bradley Keenan / Nicholas Lucena | Annett Davis / Jenny Johnson Jordan         |
| 5     | John Mayer / Jeff Nygaard        | Tatiana Minello / Priscilla Piantadosi-Lima |
| 5     | Billy Allen / Braidy Halverson   | Jennifer Fopma / Brittany Hochevar          |
| 7     | Anthony Medel / Hans Stolfus     | Angela Akers / Tyra Turner                  |
| 7     | Pedro Brazao / Matt Prosser      | Katie Jameson / Tracy Jones                 |

### Ocean City
| Platz | Männer                                | Frauen                                      |
| ----- | ------------------------------------- | ------------------------------------------- |
| 1     | John Hyden / Sean Scott               | Jennifer Kessy / April Ross                 |
| 2     | Phil Dalhausser / Todd Rogers         | Nicole Branagh / Elaine Youngs              |
| 3     | John Mayer / Jeff Nygaard             | Dianne DeNecochea / Carrie Dodd             |
| 3     | Matthew Fuerbringer / Casey Patterson | Annett Davis / Jenny Johnson Jordan         |
| 5     | Jacob Gibb / Sean Rosenthal           | Lisa Fitzgerald / Brooke Niles              |
| 5     | Matt Olson / Kevin Wong               | Angela Akers / Tyra Turner                  |
| 7     | Bradley Keenan / Nicholas Lucena      | Tatiana Minello / Priscilla Piantadosi-Lima |
| 7     | Anthony Medel / Hans Stolfus          | Barbra Fontana / Jenny Krop                 |

### Brooklyn
| Platz | Männer                       | Frauen                                      |
| ----- | ---------------------------- | ------------------------------------------- |
| 1     | Ty Loomis / Casey Patterson  | Dianne DeNecochea / Carrie Dodd             |
| 2     | John Hyden / Sean Scott      | Jennifer Fopma / Brittany Hochevar          |
| 3     | John Mayer / Jeff Nygaard    | Annett Davis / Jenny Johnson Jordan         |
| 3     | Mike Morrison / Eyal Zimet   | Tatiana Minello / Priscilla Piantadosi-Lima |
| 5     | Anthony Medel / Hans Stolfus | Barbra Fontana / Jenny Krop                 |
| 5     | Pedro Brazao / Matt Prosser  | Lauren Fendrick / Ashley Ivy Swift          |
| 7     | Matt Olson / Kevin Wong      | Lisa Fitzgerald / Brooke Niles              |
| 7     | Joaquin Acosta / Paul Baxter | Stacy Brannon / Whitney Pavlik              |

### Manhattan Beach
| Platz | Männer                           | Frauen                                      |
| ----- | -------------------------------- | ------------------------------------------- |
| 1     | Phil Dalhausser / Todd Rogers    | Nicole Branagh / Elaine Youngs              |
| 2     | John Hyden / Sean Scott          | Annett Davis / Jenny Johnson Jordan         |
| 3     | Jacob Gibb / Sean Rosenthal      | Lisa Fitzgerald / Brooke Niles              |
| 3     | Bradley Keenan / Nicholas Lucena | Tatiana Minello / Priscilla Piantadosi-Lima |
| 5     | Matt Olson / Kevin Wong          | Suzanne Barnes / Michelle Williams          |
| 5     | Ty Loomis / Casey Patterson      | Lauren Fendrick / Ashley Ivy Swift          |
| 7     | Billy Allen / Braidy Halverson   | Katie Jameson / Tracy Jones                 |
| 7     | Ryan Mariano / Ed Ratledge       | Angela Knopf / Whitney Pavlik               |

### Hermosa Beach
| Platz | Männer                                | Frauen                                      |
| ----- | ------------------------------------- | ------------------------------------------- |
| 1     | Jacob Gibb / Sean Rosenthal           | Nicole Branagh / Elaine Youngs              |
| 2     | Matt Olson / Kevin Wong               | Jennifer Kessy / April Ross                 |
| 3     | Phil Dalhausser / Todd Rogers         | Annett Davis / Jenny Johnson Jordan         |
| 3     | Bradley Keenan / Nicholas Lucena      | Angela Akers / Tyra Turner                  |
| 5     | John Hyden / Sean Scott               | Rachel Scott / Kerri Walsh                  |
| 5     | Matthew Fuerbringer / Casey Patterson | Tatiana Minello / Priscilla Piantadosi-Lima |
| 7     | John Mayer / Jeff Nygaard             | Dianne DeNecochea / Carrie Dodd             |
| 7     | Matthew Fuerbringer / Casey Jennings  | Jennifer Fopma / Brittany Hochevar          |

### San Francisco
| Platz | Männer                             | Frauen                              |
| ----- | ---------------------------------- | ----------------------------------- |
| 1     | Phil Dalhausser / Todd Rogers      | Jennifer Kessy / April Ross         |
| 2     | John Hyden / Sean Scott            | Nicole Branagh / Elaine Youngs      |
| 3     | Jacob Gibb / Sean Rosenthal        | Rachel Scott / Kerri Walsh          |
| 3     | Bradley Keenan / Nicholas Lucena   | Annett Davis / Jenny Johnson Jordan |
| 5     | Matt Olson / Kevin Wong            | Jennifer Fopma / Brittany Hochevar  |
| 5     | John Mayer / Jeff Nygaard          | Lauren Fendrick / Ashley Ivy Swift  |
| 7     | Ty Loomis / Casey Patterson        | Dianne DeNecochea / Carrie Dodd     |
| 7     | Bill Strickland / Aaron Wachtfogel | Katie Jameson / Tracy Jones         |

### Muskegon
| Platz | Männer                             | Frauen                                      |
| ----- | ---------------------------------- | ------------------------------------------- |
| 1     | Phil Dalhausser / Todd Rogers      | Nicole Branagh / Elaine Youngs              |
| 2     | Bradley Keenan / Nicholas Lucena   | Tatiana Minello / Priscilla Piantadosi-Lima |
| 3     | John Hyden / Sean Scott            | Annett Davis / Jenny Johnson Jordan         |
| 3     | John Mayer / Jeff Nygaard          | Katie Jameson / Tracy Jones                 |
| 5     | Jacob Gibb / Sean Rosenthal        | Rachel Scott / Kerri Walsh                  |
| 5     | Bill Strickland / Aaron Wachtfogel | Lisa Fitzgerald / Brooke Niles              |
| 7     | Matt Olson / Kevin Wong            | Jennifer Fopma / Brooke Niles               |
| 7     | Anthony Medel / Hans Stolfus       | Lauren Fendrick / Ashley Ivy Swift          |

### Chicago
| Platz | Männer                           | Frauen                                      |
| ----- | -------------------------------- | ------------------------------------------- |
| 1     | John Hyden / Sean Scott          | Nicole Branagh / Elaine Youngs              |
| 2     | Phil Dalhausser / Todd Rogers    | Jennifer Kessy / April Ross                 |
| 3     | Jacob Gibb / Sean Rosenthal      | Annett Davis / Jenny Johnson Jordan         |
| 3     | Pedro Brazao / Matt Prosser      | Tatiana Minello / Priscilla Piantadosi-Lima |
| 5     | Bradley Keenan / Nicholas Lucena | Dianne DeNecochea / Carrie Dodd             |
| 5     | John Mayer / Jeff Nygaard        | Holly McPeak / Kerri Walsh                  |
| 7     | Matt Olson / Kevin Wong          | Angela Akers / Tyra Turner                  |
| 7     | John Moran / Mike Placek         | Katie Jameson / Tracy Jones                 |

### Mason
| Platz | Männer                             | Frauen                                      |
| ----- | ---------------------------------- | ------------------------------------------- |
| 1     | John Hyden / Sean Scott            | Jennifer Kessy / April Ross                 |
| 2     | Phil Dalhausser / Todd Rogers      | Nicole Branagh / Elaine Youngs              |
| 3     | Matt Olson / Kevin Wong            | Tatiana Minello / Priscilla Piantadosi-Lima |
| 3     | Bill Strickland / Aaron Wachtfogel | Lisa Fitzgerald / Brooke Niles              |
| 5     | Bradley Keenan / Nicholas Lucena   | Annett Davis / Jenny Johnson Jordan         |
| 5     | Anthony Medel / Hans Stolfus       | Angela Akers / Tyra Turner                  |
| 7     | Jacob Gibb / Sean Rosenthal        | Lauren Fendrick / Ashley Ivy Swift          |
| 7     | Ryan Mariano / Ed Ratledge         | Jennifer Fopma / Brittany Hochevar          |

### Las Vegas
| Platz | Männer          | Frauen            |
| ----- | --------------- | ----------------- |
| 1     | Phil Dalhausser | Jennifer Kessy    |
| 2     | Jeff Nygaard    | Dianne DeNecochea |
| 3     | Jacob Gibb      | Elaine Youngs     |
| 4     | Todd Rogers     | Tyra Turner       |
| 5     | John Mayer      | Tatiana Minello   |
| 6     | Casey Patterson | Brooke Niles      |
| 7     | Sean Rosenthal  | Nicole Branagh    |
| 8     | Matt Olson      | Lisa Fitzgerald   |

### Glendale
| Platz | Männer                           | Frauen                                       |
| ----- | -------------------------------- | -------------------------------------------- |
| 1     | Phil Dalhausser / Todd Rogers    | Juliana Felisberta da Silva / Larissa França |
| 2     | Alison Cerutti / Harley Marques  | Misty May-Treanor / Kerri Walsh              |
| 3     | Emanuel Rego / Ricardo Santos    | Jennifer Kessy / April Ross                  |
| 4     | Bradley Keenan / Nicholas Lucena | Maria Antonelli / Talita Antunes da Rocha    |
| 5     | João Maciel / Bruno Schmidt      | Annett Davis / Jenny Johnson Jordan          |
| 6     | John Hyden / Sean Scott          | Nicole Branagh / Elaine Youngs               |
| 7     | Benjamin Insfran / Pedro Solberg | Ângela Lavalle / Vanilda Leão                |
| 8     | Jacob Gibb / Matt Olson          | Shaylyn Bede / Ana Paula Henkel              |